# بازيليد
بازيليد او باسيليوس الباسليدي (باليونانية: Βασιλείδης) (بالانجليزية : Basilides ) كان تلميذاً لميناندر الغنوصي، انتقل من أنطاكية إلى الإسكندرية وكان أول غنوصي مصري.

## عقيدته
تتسم عقيدته بالفرادة، ولكنها مجردة ومعقدة. فهو يسلم بوجود ثلاثة عوالم متراكبة: العالم الكوني الأكبر، والعالم الوسيط أو الفوق-قمري، والعالم العادي أو التحت-قمري، ويحكم العالم الأول العدم الموجود، الله- الصيرورة، الذي يتضمن كل المبادئ أو الأسباب (germes). ويشتمل الثاني على 365 سماء، تسكنها الأيونات ولكل منها رئيس يدعى أرخون (archon)، وتسمّى السماء الأولى، جارة العالم الأعلى، 'ogdoade' والسماء الأخيرة، الأدنى، 'hebdomade'، ويرأسها أرخون وهو إله اليهود، خالق العالم الواقع تحت القمر. ولكن الأيونات ميّآلة إلى الخطيئة، ولأجل افتدائها، ينزل مخلّص يسمى الإنجيل، من العالم الأعلى إلى العالم الوسيط. أما العالم التحت-قمري فيخلّص سكانه، أي الناس، أيون يُدعى يسوع. يحرر الشرارة الإلهية الموجودة فيهم. أما أيونات العالم الأعلى، المصفوفة تحت الإله الأب، فتكوّن بمجملها البليروم، أو المجموعة الكاملة وامن ان المسيح لم يصلب بل سمعان القيرواني صلب بدل عنه عبرا القى شبه المسيح عليه.